# Dan Lickly
Dan Lickly es un programador de computadoras quien estuvo a cargo de la programación del Computador de Navegación del Apolo, e involucrado en su desarrollo desde los inicios del proyecto.  La revista del gobierno estadounidense Smithsonian caracterizó a Lickly como "uno de los miembros clave del MIT Instrumentation Laboratory durante la época del programa Apolo.

## Educación
Estudió en la University High School de Ann Arbor.  Lickly es ingeniero aeronático, graduado del Instituto de Tecnología de Massachusetts en 1954.

## Carrera
Lickly trabajó a partir de 1957 en el MIT Instrumentation Laboratory, específicamente, en el misil balístico Polaris.  En 1961, pasó a trabajar en el Programa Apolo, del cual el Laboratorio de Instrumentación del MIT era subcontratista.  Lickly llegó a ser Rope Mother (en español, madrina de cables), nombre que se refería a la memoria de núcleos cableados que empleaba la computadora de navegación y a la responsabilidad profesional de dirigir la creación de los programas y de los resultados.
Lickly, nombrado al cargo de liderar el equipo desarrollador del sistema de guía y control de la nave, tenía la última palabra acerca de la programación.  En 1964, contrató a Margaret Hamilton para trabajar en la programación de la computadora de navegación.
En 1969, ascendió a Margaret Hamilton, haciéndola responsable de todos los programas del Módulo de mando Columbia y del Módulo lunar Eagle.

## Vida personal
Lickly se casó con Margaret Hamilton en 1969.  Después de su participación en proyectos de la NASA, impartió clases en la Universidad del Nuevo Hampshire.